# Hydroeciodes impica
Hydroeciodes impica är en fjärilsart som beskrevs av Dyar 1918. Hydroeciodes impica ingår i släktet Hydroeciodes och familjen nattflyn. Inga underarter finns listade i Catalogue of Life.